# Pico Cristóbal Colón
Der Pico Cristóbal Colón ist ein Berg in der Sierra Nevada de Santa Marta in der Región Caribe und nach Christoph Kolumbus benannt.

## Geographie
Der Pico Cristóbal Colón ist mit 5775 m der höchste Berg Kolumbiens. Er ist nur etwa 45 km von der karibischen Küste entfernt. Sein Nachbarberg, der Pico Simón Bolívar, hat dieselbe Höhe und ist eine der bedeutendsten Naturattraktionen Kolumbiens. Der Pico Cristóbal Colón liegt im Gebirgszug der Sierra Nevada de Santa Marta im nördlichen Teil von Kolumbien, auf dem Gebiet der Gemeinde Santa Marta im Departamento del Magdalena. Diese Region zählt zu den höchstgelegenen Küstenregionen.
Die Schartenhöhe des Pico Cristóbal Colón beträgt 5584 m; daran gemessen ist er der fünfthöchste Berg der Welt. Entdeckt wurde er im Jahre 1939 von W. Wood, A. Bakerwell und E. Praolini.

## Zugang
Der Berg, der inmitten des 3830 km² großen Naturparks Parque Nacional Natural Sierra Nevada de Santa Marta liegt, ist für Kletterer und Wanderer aufgrund politischer Unruhen und damit verbundenen Sicherheitsproblemen nicht ungefährlich. Einige dieser Sicherheitsprobleme gehen auch von den dort sesshaften Ureinwohnerstämmen aus. Auch ist immer wieder das Militär aktiv, weshalb es Touristen öfter untersagt ist, das Gebiet zu betreten.